# 英才街
英才街是河南省郑州市惠济区的一条东西走向的主干道，西起江山路，东至中州大道。

## 历史
英才街随着郑州市北大学城的发展而修建，于2005年通车，最初的一段西起木马街，东至花园路，全长约4000米，宽30米。
2017年，英才街向西延伸至江山路，全长约3.6公里，红线宽35米，双向4车道，该段路当时称“新苑路”。后因一条路两个名不符合路名的延续性，同时“新苑路”与郑州市内另一条名为“鑫苑路”的道路发音相同，容易混淆，2019年统一改为英才街。